# 张蕾 (水球运动员)
张蕾（1988年5月9日—）， 中国女子水球运动员，中國國家女子水球隊成員，司職外線。

## 生平
2010年11月，代表中國出戰廣州亞運會女子水球比賽項目，奪得金牌。
2011年7月，代表中國出戰上海舉行的世界游泳錦標賽女子水球比賽項目，創下國家隊歷來最好的成績奪得銀牌。
2012年，代表中国出戰英國倫敦舉行的奥林匹克运动会女子水球比賽。